# 대구보건고등학교
대구보건고등학교(大邱保健高等學校)는 대한민국 대구광역시 달서구 두류동에 위치한 사립 고등학교이다.

## 학교 연혁
- 1964년 12월 5일 : 대구여자공예고등학교 설립 인가(각 학년 2학급, 총 6학급), 초대 교장 이경희 박사 취임
- 1968년 1월 9일 : 대구여자공예고등학교를 구남여자상업고등학교로 교명변경, 학칙 변경 인가(각 학년 상업과 3학급, 총 9학급)
- 1968년 2월 8일 : 제1회 졸업식
- 1969년 12월 30일 : 학칙 변경 인가(상업과 주간 3학급, 야간 2학급, 총 15학급)
- 1980년 2월 29일 : 학칙 변경 인가(야간 산업체 특별학급 설치, 1학년 5학급 배정)
- 1988년 11월 1일 : 신축교사 목화관 준공(5층, 24교실)
- 1999년 3월 1일 : 구남여자경영정보고등학교로 교명 변경, 학칙 변경 인가(주간부 경영정보과 3학급, 유통경영과 3학급, 정보처리과 4학급. 야간부 정보처리과 3학급으로 학과변경. 총 39학급)
- 2002년 3월 1일 : 구남여자정보고등학교로 교명 변경
- 2011년 1월 5일 : 학과개편 (보건간호관 특성화 5학급, 치의보건간호과 특성과 1학급, 애니메이션과 특성화 2학급, 쇼핑몰창업과 2학급, 금융비즈니스과 3학급. 총 29학급)
- 2011년 1월 5일 : 학칙변경인가(교명 구남보건고등학교 2012.03.01)
- 2013년 2월 18일 : 급식실 및 주차장 준공
- 2014년 7월 28일 : 학칙변경 인가(보건간호과 5학급, 치의보건간호과 2학급, 금융비즈니스과 6학급)
- 2016년 9월 1일 : 제8대 이사장 이재명 박사 취임
- 2018년 9월 1일 : 제6대 안춘화 교장 취임
- 2020년 2월 1일 : 다목적 강당(남강관) 준공
- 2021년 1월 8일 : 제53회 졸업식(졸업생 287명, 졸업생 누계 29,347명)
- 2021년 3월 2일 : 입학식(신입생 252명)

## 설치 학과
- 보건간호과
- 치의보건간호과
- 반려동물케어과

## 참고 자료
- 대구보건고등학교 - 한국교육학술정보원 학교알리미